# Вишковцы
Вишковцы (хорв. Viškovci) — община и населённый пункт в Хорватии.
Община Вишковцы находится в восточной части Хорватии, на юго-востоке её Осиецко-Бараньской жупании. Численность населения, согласно переписи 2001 года, в общине составляла 2.060 человек, из которых 97,67 % были хорватской национальности. Согласно оценке 2011 года, в общине насчитывалось 1.902 жителя.
В общину, помимо её административного центра Вишковцы, входят ещё два населённых пункта — Форкушевцы (хорв. Forkuševci, нем. Wischkowitz) и Вучевцы (хорв. Vučevci, нем. Wolfstal). По переписи 2001 года в селении Вишковцы проживали 1206 человек, в Форкушевцах — 515 человек а в Вучевцах — 339 жителей.